# Matthias Mansen
Matthias Mansen (* 1958 in Ravensburg) ist ein deutscher Künstler und Druckgraphiker.

## Leben
Nach Abitur und Zivildienst absolvierte Mansen von 1978 bis 1984 ein Kunststudium an der Staatlichen Akademie der Bildenden Künste in Karlsruhe. 1983 erhielt er den 1. Preis beim Druckgraphik-Kunstpreis der Landesbank Stuttgart. 1984 bis 1988 arbeitete er in seinem Berliner Atelier, in dem er sich hauptsächlich mit Holzschnitten beschäftigt. 1986 und 1987 folgte ein DAAD-Jahresstipendium an der St. Martin's School of Art in London, dem sich ein Stipendium der Kunststiftung Baden-Württemberg anschloss. 1988 arbeitete er in seinem Atelier in Paris und erhielt den 1. Kunstpreis der Stadt Ulm. 1989 zog er in ein New Yorker Studio um. 1991 erhielt er den Kunstpreis junger Westen '91 der Kunsthalle Recklinghausen. Seit 1994 lebt und arbeitet er wieder in Berlin. 2016 arbeitete Matthias Mansen im Rahmen des Smithsonian Artist Research Fellowship, in Washington DC in der Smithsonian Institution. 2024 wurde die erste Retrospektive im Museum für Kunst und Kulturgeschichte Schloss Gottorf gezeigt, welche außerdem im Kunstmuseum Singen gezeigt wurde.

## Werk
Matthias Mansen studierte an der Akademie der Bildenden Künste in Karlsruhe in der Malereiklasse bei Markus Lüpertz. Seither arbeitet er jedoch fast ausschließlich im Medium Holzschnitt: Mansen geht es nicht um die Reproduktion bereits vorhandener Motive oder Bilder, sondern um die Entwicklung komplexer Bilder in einer großen Zahl von Varianten. Seine seriellen Untersuchungen zum Bild aktualisieren ein traditionelles Medium – den Holzschnitt – ebenso wie traditionelle Gattungen – etwa die Landschaft. Vor dem Auge des Betrachters erscheint ein Bild, das immer auch auf die Bedingungen seines Entstehens verweist – Realitätsfragmente aus Licht und Schatten.
Repräsentative Werke befinden sich in den Sammlungen vieler großer Kupferstichkabinette und Institutionen, wie Kupferstichkabinett, Staatliche Museen zu Berlin; Museum of Fine Arts, Boston; Kupferstichkabinett, Staatliche Kunstsammlungen, Dresden; Hamburger Kunsthalle; Museum of Modern Art, New York; National Gallery of Art, Washington, D.C.

## Einzelausstellungen (Auswahl)
- 1986 Wolfgang Wittrock Kunsthandel, Düsseldorf (Katalog)
- 1988 Waddington Graphic's, London
- 1988 Rathaus Reutlingen (Katalog)
- 1997 Städtische Galerie in der Stiftung, Reutlingen, Kunstverein Göttingen, Kunsthalle Recklinghausen, MIT List Visual Arts Center, Cambridge Massachusetts: »About the House, New York 1989–1992« (Katalog)
- 1998 Alan Christea Gallery, London: »Das Haus« (Katalog)
- 2001 Museum Folkwang, Essen: »Matthias Mansen – Holzschnitt« (Katalog)
- 2007 Mannheimer Kunstverein, Hamburger Kunsthalle, Kunstsammlungen Chemnitz: »Matthias Mansen Land und See« (Katalog)
- 2007 The Ashmolean, Oxford: »About the House, Woodcuts by Matthias Mansen«
- 2007 Galerie Werner Klein, Köln: »Land und See«
- 2011 Galerie der klassischen Moderne, Schloss Gottorf, Schleswig: »Dialoge, Matthias Mansen - Sammlung Rolf Horn«
- 2012 Cabinet d'arts graphiques, Musée d'arts et d'histoire, Genève, »Work in Progress«
- 2015 Aurel Scheibler, Berlin: – Carte Blanche für Wolfgang Wittrock: »Potsdamer Straße«
- 2017 National Gallery of Art Washington, »Matthias Mansen: Configurations«
- 2019 Staatliche Kunsthalle Karlsruhe, »Alles ist Ausschnitt! Matthias Mansen. Potsdamer Straße« (Katalog)
- 2024 Stiftung Rolf Horn im Museum für Kunst und Kulturgeschichte Schloss Gottorf, Landesmuseen Schleswig-Holstein sowie Kunstmuseum Singen: »Matthias Mansen. Triest oder die Götter. Eine Retrospektive« (Katalog)